# Sân bay Fatmawati Soekarno
Sân bay Fatmawati Soekarno (IATA: BKS, ICAO: WIPL) là một sân bay ở Bengkulu, tỉnh Bengkulu của Indonesia. Sân bay này có 1 đường băng dài 2239 m bề mặt nhựa đường.

## Các hãng hàng không và các tuyến bay
Hiện có các hãng hàng không sau đang hoạt động tại sân bay này:
- Lion Air (Jakarta)
- Sriwijaya (Jakarta)
- Batavia Air (Jakarta)[3]